# Elaeocarpus venosus
Elaeocarpus venosus är en tvåhjärtbladig växtart som beskrevs av C. B.Robinson. Elaeocarpus venosus ingår i släktet Elaeocarpus och familjen Elaeocarpaceae. Inga underarter finns listade i Catalogue of Life.